# Leptotyphlops greenwelli
Leptotyphlops greenwelli är en kräldjursart som beskrevs av  Van Stanley Bartholomew Wallach och BOUNDY 2005. Leptotyphlops greenwelli ingår i släktet Leptotyphlops och familjen Leptotyphlopidae. Inga underarter finns listade i Catalogue of Life.